# Johann Wilhelm Schöler

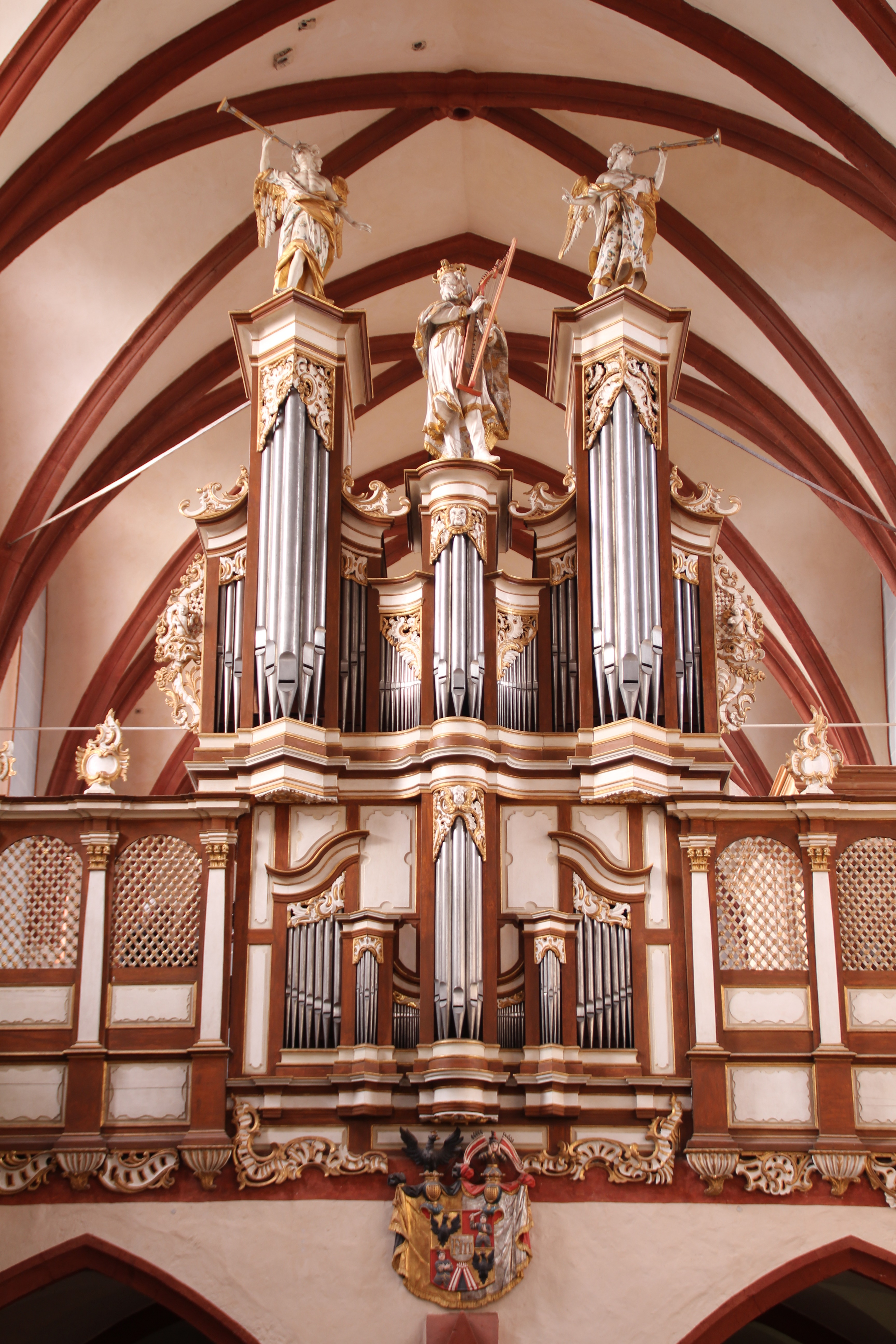
Schöler-Orgel im ehemaligen Kloster Altenberg

Johann Wilhelm Schöler (* um 1723 in Schemmerhausen; † 6. November 1793 in Bad Ems) war ein deutscher Orgelbauer.

## Leben und Werk
Johann Wilhelm Schöler erlernte das Handwerk bei Johann Henrich Kleine in Freckhausen im Bergischen Land. Über seine Wanderjahre ist nichts weiter bekannt. In Neuwied arbeitete er später mit dem Uhr- und Orgelmacher Christian Kinzig zusammen.
Am 24. September 1749 heiratete Schöler in Bad Ems Maria Christiana Friederica Werner (1732–1767). Aus dieser  Ehe gingen sieben Kinder hervor, von denen nur zwei Töchter und der Sohn Christian Ernst die Eltern überlebten. Nach der Heirat ließ Schöler sich in Bad Ems nieder, wo er schnell zu großem Ansehen gelangte.
Insgesamt baute Schöler in der Zeit von 1748 bis 1792 49 Orgeln. Kurz vor seinem Tod erhielt er 1792 das Privileg als Hoforgelbauer. Damit hatte er (zusammen mit seinem Sohn) das Vorrecht zum Bau aller neuer Orgeln und zur Reparatur aller vorhandenen Orgeln im Bereich Katzenelnbogen und in der Herrschaft Eppstein. Nach seinem Tod übernahm sein Sohn Christian Ernst (1756–1832) seine Orgelwerkstatt, die in dritter Generation bis 1836 fortbestand.

## Werkliste (Auswahl)
In der fünften Spalte bezeichnet die römische Zahl die Anzahl der Manuale, ein großes „P“ ein selbstständiges Pedal, ein kleines „p“ ein nur angehängtes Pedal und die arabische Zahl in der vorletzten Spalte die Anzahl der klingenden Register.
| Jahr      | Ort                       | Kirche                              | Bild | Manuale | Register | Bemerkungen                                                                                  |
| --------- | ------------------------- | ----------------------------------- | ---- | ------- | -------- | -------------------------------------------------------------------------------------------- |
| 1748      | Bad Ems                   | Martinskirche                       |      | I/P     | 15       | Seine erste Orgel; nicht erhalten                                                            |
| 1750      | Heidenrod                 | Kloster Gronau                      |      | I       | 4        | Positiv; 1817 nach Reckenroth umgesetzt, seit 1895 im Museum Wiesbaden                       |
| 1752      | Reitzenhain               | Ev. Kirche                          |      | I/p     | 8        |                                                                                              |
| 1752      | Niedertiefenbach          | Heilig Kreuz                        |      | I/p     | 9        | 1830 Erweiterung um ein selbstständiges Pedal mit zwei Registern durch Daniel Raßmann;       |
| 1754      | Hilden                    | Reformationskirche                  |      | I/p     | 12       | Prospekt erhalten                                                                            |
| 1754      | Düsseldorf-Urdenbach      | Ev. Dorfkirche                      |      | I/P     | 11       | Prospekt erhalten; Rekonstruktion und Erweiterung auf II/P/22 durch Hubert Fasen (2011–2013) |
| 1756      | Altwied                   | Evangelische Pfarrkirche Altwied    |      | I/P     | 11       | 1992 von Oberlinger rekonstruiert und auf II/P/18 erweitert                                  |
| 1757      | Egenroth                  | Ev. Kirche                          |      | I/p     | 9        | Mehrfach umgebaut; heute I/P/11                                                              |
| 1757      | Altenberg bei Wetzlar     | Kloster Altenberg                   |      | II/P    | 23       | → Hauptartikel : Orgel des Klosters Altenberg                                                |
| 1763      | Miehlen                   | St. Maria                           |      | I/P     | 12       | 1968 durch Hardt generalsaniert                                                              |
| 1763      | Kettenbach (Aarbergen)    | Ev. Kirche                          |      | I/P     | 13       | Erhalten                                                                                     |
| 1764      | Patersberg                | Ev. Kirche                          |      | I/P     | 9        | 1925 umgebaut; erhalten                                                                      |
| um 1765   | Gemünden                  | Stiftskirche                        |      | II/P    | 24       | Weitgehend erhalten                                                                          |
| 1766      | Dörsdorf                  | Ev. Kirche                          |      | I/P     |          | Erhalten                                                                                     |
| 1771      | Weyer (Rhein-Lahn-Kreis)  | Ev. Kirche                          |      | I/P     |          | 1927 umgebaut; erhalten                                                                      |
| 1772      | Gemmerich                 | Ev. Kirche                          |      | I/P     |          | Zuschreibung, unbekannte Herkunft, 1887 durch Gustav Raßmann umgesetzt                       |
| 1772      | Zorn                      | Ev. Kirche                          |      | I/P     | 11       | Erhalten                                                                                     |
| 1773      | Herschbach                | St. Anna                            |      | III/P   | 34       | Seine größte Orgel; mehrfach umgebaut, 1915 ersetzt; Prospekt erhalten                       |
| 1774      | Niedermeilingen-Heidenrod | Evangelische Kirche Niedermeilingen |      | I/P     | 11       | Weitgehend erhalten                                                                          |
| um 1774   | Oberwerth                 | Benediktinerinnenabtei              |      |         |          |                                                                                              |
| 1782      | Büttelborn                | Evangelische Kirche                 |      | I/P     | 16       | Erhalten                                                                                     |
| um 1786   | Ehrenbreitstein           | Ev. Kirche                          |      | I/P     |          | Gelangte 1921 nach St. Lubentius, Kell (Andernach); umgebaut                                 |
| 1790–1792 | Klingelbach               | Ev. Kirche                          |      | I/P     | 18       | 1885 durch Karl Voigt umgebaut und um ein zweites Manual erweitert (II/P/24); erhalten       |
| 1789–1797 | Gladenbach                | Martinskirche                       |      | I/P     | 18       | Zusammen mit Christian Ernst Schöler; umgebaut erhalten (heute II/P/28) → Orgel              |

## Tonträger
- Die Schöler-Orgel, erbaut 1757 im ehemaligen Kloster zu Altenberg. 1978. Organo Phon E 10001 (LP). (Reinhardt Menger: Werke von L. N. Clerambault, W. Boyce, C. P. E. Bach, J. S. Bach).
- J. S. Bach Werke. 1984. Organo Phon NR 90016 (LP). (Reinhardt Menger in Altenberg).